# Puy-de-Dôme
Puy-de-Dôme là một tỉnh của Pháp, thuộc vùng hành chính Auvergne-Rhône-Alpes, tỉnh lỵ Clermont-Ferrand, bao gồm 5 quận với các quận lỵ còn lại là: Ambert, Issoire, Riom, Thiers.